# Waldglashütte im Kreickgrund

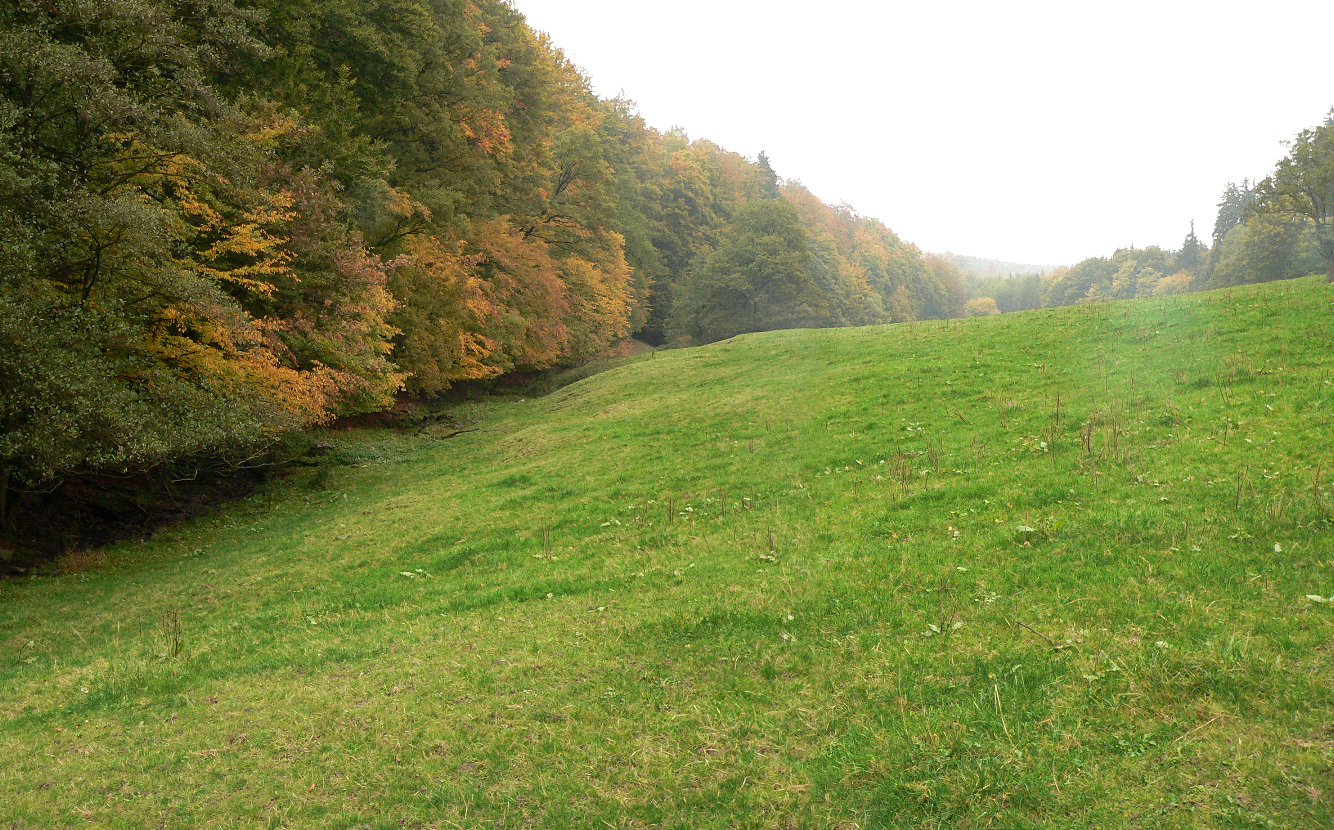
Blick auf die Wiese mit dem Standort der ehemaligen Waldglashütte im Kreickgrund

Die Waldglashütte im Kreickgrund  war eine frühmittelalterliche Glashütte, die im Tal des Kreickgrundes  oberhalb des Reiherbachs, zwischen Polier und Bodenfelde, im heute niedersächsischen Solling lag. Es handelt sich um eine in das 9. Jahrhundert in karolingische Zeit datierte Glashütte, die wahrscheinlich für das in dieser Zeit entstandene Kloster Corvey Rohglas produzierte. Damit gilt die Waldglashütte im Kreickgrund als mit Abstand älteste Waldglashütte in Europa, deren erst rund 300 Jahre später einsetzende Entwicklung sie vorwegnahm.

## Lage

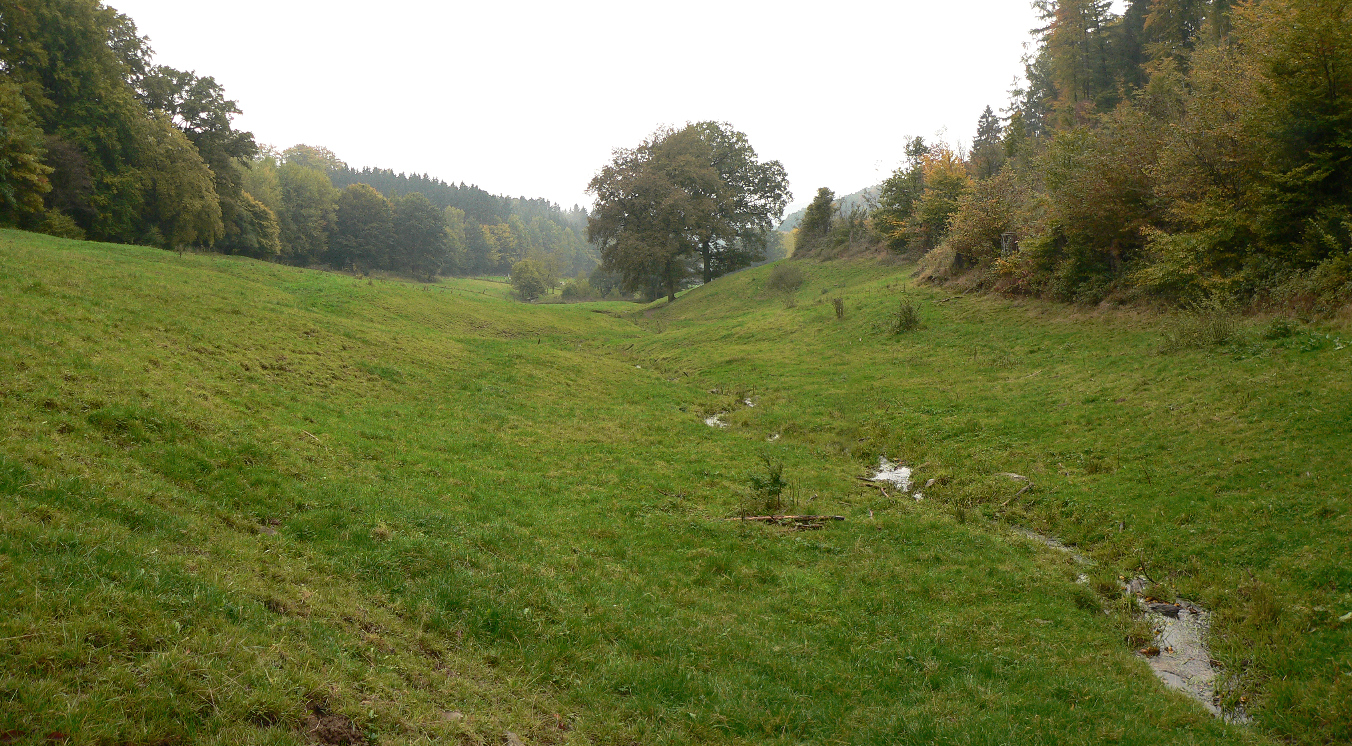
Blick talaufwärts in das Wiesental des Kreickgrundes mit Bachlauf

Die Waldglashütte, von der sich oberirdisch keine Baulichkeiten erhalten haben, lag etwa zwei Kilometer nördlich von Bodenfelde in Höhe des vom Reiherbach durchflossenen Reiherbachtals östlich der Landesstraße 551 auf 190 Meter ü. NN. Die Fundstelle befindet sich im oberen Bereich eines namenlosen Tals, das früher die Bezeichnung Kreickgrund trug und ein östliches Nebental des Reiherbachtals darstellt. Unmittelbar am Glashüttenplatz am Waldrand führt ein kleiner Bach vorbei, der weiter oberhalb nahe der Erhebung Heidkopf entspringt und das langgestreckte, von Wald eingeschlossene Wiesental des Kreickgrundes durchfließt. Weiter unterhalb im Tal bestand die spätmittelalterliche Waldglashütte im Reiherbachtal.
Im Solling tauchen mittelalterliche Waldglashütten bereits im 12. Jahrhundert auf, wie die Waldglashütte am Giersberg. Im näheren Umfeld von Bodenfelde finden sich in Tälern und höher gelegenen Waldbereichen mindestens 11 frühere Glashüttenstandorte. Das Gebiet zwischen Bodenfelde und Nienover diente über Jahrhunderte als Standort für Waldglashütten.

## Entdeckung und Ausgrabungen
Die Waldglashütte im Kreickgrund entdeckte ein Heimatforscher bei der Suche nach Standorten früherer Glashütten im Solling. Dabei stieß er auf Scherben von Glasschmelzgefäßen im Bachbett. Die Fundstelle trägt die offizielle Bezeichnung Glashütte Kreickgrund 3 und ist als Bo 7 (Bodenfelde) klassifiziert.
Von August bis Oktober 2012 erfolgte an der Stelle eine erste kleinflächige Sondierungsgrabung unter Leitung des Archäologen Hans-Georg Stephan von der Martin-Luther-Universität Halle-Wittenberg. Sie wurde wie auch die seit 2012 anhaltenden Grabungen am Standort der nur wenige hundert Meter entfernten Waldglashütte im Reiherbachtal vom Sollingverein, dem Flecken Bodenfelde und der Stadt Uslar unterstützt. Dabei wurde festgestellt, dass der Glashüttenstandort durch den Bach und den Berghang stark erodiert sowie stellenweise von Schutt überlagert ist. An der Fundstelle wurden im Boden holzkohlehaltige und mit rotem Brandlehm angereicherte Stellen entdeckt, die auf einen einst vorhandenen Glasschmelzofen hinweisen. Am Rande des Bachlaufs fanden sich mehrere rote Buntsandsteine in einer Reihe, die zur Ofenwand gehört haben können. Als Reste des Schmelzofens wurden kleinere verglaste Rotlehmstücke identifiziert. Grau verfärbte Buntsandsteinbrocken ließen auf Teile der Hafenbank schließen, auf der die Schmelzgefäße standen. An Produktionsresten fanden sich nur einzelne grünliche Glastropfen. Außergewöhnliche Funde waren kleinformatige Glasschmelzhäfen, die von bisher gefundenem erheblich abweichen. Sie haben nur eine Wandstärke von drei bis sieben Millimetern und ein Volumen von bis zu 1,7 Litern. Wahrscheinlich wurden sie auf Drehscheiben hergestellt im Gegensatz zu mittelalterlichen Häfen, die handgefertigt waren. Es ist bekannt, dass die Römer diese Technik mit einer dünnen Wandstärke anwendeten und die Häfen mit Lehm ummantelten. Bei früheren Ausgrabungen im Kloster Corvey wurden ebenfalls Fragmente mittels Drehscheibe gefertigter Glashäfen gefunden. Das führte bei den Archäologen zur Annahme, dass in der Waldglashütte im Kreickgrund Rohglas geschmolzen wurde, das im Kloster weiterverarbeitet wurde. Bei den bei Bodenfelde gefundenen Scherben ließ sich anhand ihrer Härte eine Schmelztemperatur von 1200 – 1300 Grad annehmen, was rund 200 Grad höher als üblich ist. Zu den Fundstücken am Glashüttenstandort gehörten auch Reste von Kugeltöpfen als altsächsische Gebrauchskeramik, die die Datierung in das 9. Jahrhundert stützen.
Im Herbst 2015 erfolgte eine weitere Grabung der Martin-Luther-Universität Halle-Wittenberg. Daran beteiligt waren das Institut für Archäologie, Denkmalkunde und Kunstgeschichte der Universität Bamberg sowie die Hochschule für Technik und Wirtschaft Berlin. Der Grabung vorausgegangen war eine zerstörungsfreie geophysikalische Prospektion mittels Georadar durch das Leibniz-Institut für Angewandte Geophysik. Die Grabungsergebnisse und Fundstücke wurden Ende 2015 der Öffentlichkeit vorgestellt wurden. Im Frühjahr 2016 sind weitere Untersuchungen geplant.